# Maschinenstundensatz
Der Maschinenstundensatz ist ein Kostensatz der Kostenrechnung, der angibt, in welcher Höhe Kosten pro Stunde Nutzung einer technischen Anlage oder Maschine anfallen. Er wird im Rahmen der Maschinenstundensatzrechnung eingesetzt, um maschinenabhängige Fertigungskosten verursachungsgerecht auf Kostenträger oder auf Kostenstellen zu verteilen.

## Allgemeines
Kostensätze entstehen durch die Division bestimmter Kosten durch eine geeignete Bezugsgröße. Im Fall des Maschinenstundensatzes werden die Maschinenkosten auf die Maschinenlaufzeit bezogen. Er wird benötigt, um diese Kosten verursachungsgerecht auf Kostenträger oder im Rahmen der innerbetrieblichen Leistungsverrechnung Kostenstellen zu verteilen.
Die Maschinenkosten umfassen die maschinenabhängigen Fertigungskosten, die durch die Nutzung der Maschinen entstehen. Sie zählen zu den Fertigungskosten, da die Maschinen für die Herstellung von Produkten eingesetzt werden. Maschinenkosten stellen in der Regel Gemeinkosten dar, soweit sie mehreren Kostenträgern zugerechnet werden müssen. Dies ist insbesondere dann der Fall, wenn ein Unternehmen mehrere unterschiedliche Produkte herstellt (Mehrproduktunternehmen) und mindestens eine Maschine zur Fertigung mehrerer Produkten genutzt wird.
Die Maschinenlaufzeit bezeichnet die Zeitspanne, in der eine Maschine tatsächlich produktiv arbeitet, also ein Werkstück bearbeitet oder verarbeitet und schließt Stillstandszeiten, Rüstzeiten, Wartungszeiten oder Leerlauf aus.
Maschinenstundensätze kommen insbesondere in anlagenintensiv produzierenden Betrieben zur Anwendung, in denen die Maschinenkosten einen wesentlichen Anteil der Herstellkosten darstellen.

## Berechnung
Die jährlichen maschinenabhängigen Fertigungsgemeinkosten (FGK) werden den geplanten produktiven Maschinenlaufstunden (Soll-Maschinenlaufzeit) einer Periode gegenübergestellt:
{\displaystyle {\text{Maschinenstundensatz}}={\frac {\text{Maschinenabhängige FGK}}{\text{Soll-Maschinenlaufzeit}}}}

Zu den maschinenabhängigen Fertigungsgemeinkosten gehören insbesondere:
- Kalkulatorische Abschreibungen auf die Maschine
- Kalkulatorische Zinsen auf den Anschaffungswert der Maschine
- Energiekosten
- Kosten der Instandhaltung
- Raumkosten bezogen auf Maschinenstellfläche
- Versicherungskosten
- Werkzeugkosten
- Kosten für Hilfs- und Betriebsstoffe

### Beispiel
Eine Maschine verursacht jährlich 120.000 € maschinenabhängige Fertigungsgemeinkosten. Die geplante produktive Maschinenlaufzeit beträgt 2.000 Stunden.
Berechnung des Maschinenstundensatzes:
{\displaystyle {\text{Maschinenstundensatz}}={\frac {120.000}{2.000}}=60} €/h

## Maschinenstundensatzrechnung
Die Maschinenstundensatzrechnung (auch: Maschinenstundensatzkalkulation, Maschinenstundensatzverrechnung) ist eine Verrechnungssatzkalkulation bzw. Bezugsgrößenkalkulation. Sie dient der verursachungsgerechten Verteilung der maschinenabhängigen Fertigungsgemeinkosten auf Basis der tatsächlichen Maschinenlaufzeit.

### Hintergrund
Bei anlagenintensiver Fertigung verlagert sich die Kostenstruktur zunehmend zugunsten der maschinenabhängigen Fertigungsgemeinkosten. Diese Gemeinkosten steigen erheblich an und hängen dabei unmittelbar von der tatsächlichen Inanspruchnahme der Maschinen ab. Die Fertigungslöhne hingegen sinken oder stagnieren, da der Personalaufwand im Verhältnis zur maschinellen Bearbeitung abnimmt.
In einer klassischen Zuschlagskalkulation, die Fertigungsgemeinkosten proportional zu den Fertigungslöhnen verrechnet, werden diese veränderte Kostenstruktur nicht mehr angemessen abgebildet und sehr hoher Zuschlagssätze (oft über 300–500 %) gebildet. Die tatsächliche Nutzung der Maschinen durch die einzelnen Produkte bleibt unberücksichtigt. Produkte mit hoher Maschinenbeanspruchung, aber geringer Lohnintensität, werden zu niedrig belastet, während andere Produkte überhöhte Kosten tragen müssten. Zusätzlich führt die Bildung sehr hoher Zuschlagssätze zu einer verstärkten Anfälligkeit gegenüber kleinsten Erfassungsfehlern bei den Fertigungslöhnen.
Die Maschinenstundensatzrechnung setzt deshalb unmittelbar an der tatsächlichen Maschinenlaufzeit an und gewährleistet eine verursachungsgerechte Verteilung der maschinenabhängigen Fertigungsgemeinkosten.

### Vorgehensweise
Die Maschinenstundensatzrechnung erfolgt in mehreren Schritten:
1. Ermittlung der maschinenabhängigen Fertigungsgemeinkosten: Zunächst werden alle Fertigungsgemeinkosten, die direkt von der Nutzung der Maschinen abhängen (z. B. kalkulatorische Abschreibungen, kalkulatorische Zinsen, Energiekosten), erfasst und von den übrigen Fertigungsgemeinkosten (Restgemeinkosten) getrennt.
2. Bildung von Maschinenstundensätzen je Maschine oder Maschinengruppe: Die maschinenabhängigen Fertigungsgemeinkosten werden auf die geplanten produktiven Maschinenlaufstunden der jeweiligen Maschine oder Maschinengruppe verteilt. Daraus ergibt sich ein Maschinenstundensatz, der die maschinenabhängigen Kosten pro Stunde Nutzung angibt.
3. Verrechnung der Maschinenkosten auf Kostenträger entsprechend der beanspruchten Maschinenlaufzeit: Für jedes Produkt oder jeden Auftrag wird die tatsächlich benötigte Maschinenlaufzeit ermittelt und mit dem Maschinenstundensatz multipliziert. So werden die maschinenabhängigen Kosten verursachungsgerecht den einzelnen Kostenträgern zugeordnet.
4. Verrechnung der Restfertigungsgemeinkosten über Zuschlagssätze auf die Fertigungseinzelkosten: Die verbleibenden, maschinenunabhängigen Fertigungsgemeinkosten (z. B. Gehälter der Fertigungsleitung, allgemeine Hilfslöhne) werden über einen Zuschlagssatz auf die Fertigungseinzelkosten verteilt.Der Restgemeinkostenzuschlag wird dabei auf Basis der Fertigungslohnkosten oder einer anderen geeigneten Bezugsgröße kalkuliert.

### Beispiel
Ein Unternehmen betreibt eine Fräsmaschine, die jährlich folgende Kosten verursacht:
- Kalkulatorische Abschreibungen: 40.000 €
- Kalkulatorische Zinsen: 10.000 €
- Maschinenlaufzeitabhängige Energiekosten: 5.000 €
- Laufzeitabhängige Instandhaltungskosten: 15.000 €

Die geplante produktive Maschinenlaufzeit beträgt 2.000 Stunden.

### Schritt 1: Ermittlung der maschinenabhängigen Fertigungsgemeinkosten
Die maschinenabhängigen Fertigungsgemeinkosten ergeben sich als Summe der genannten Kosten:
{\displaystyle 40000+10000+5000+15000=70000} €.

### Schritt 2: Bildung des Maschinenstundensatzes
Der Maschinenstundensatz berechnet sich, indem die maschinenabhängigen Fertigungsgemeinkosten auf die Maschinenlaufzeit verteilt werden:
{\displaystyle 70000\div 2000=35} € pro Stunde.

### Schritt 3: Verrechnung auf Kostenträger
Ein Produkt benötigt auf der Maschine eine Bearbeitungszeit von 1,5 Stunden.
Die maschinenabhängigen Fertigungskosten für dieses Produkt betragen:
{\displaystyle 1.5\times 35=52.5} €.

### Schritt 4: Verrechnung der Restfertigungsgemeinkosten
Die maschinenunabhängigen Fertigungsgemeinkosten der Fertigungskostenstelle (z. B. Fertigungsleitung, Hilfslöhne) betragen insgesamt 90.000 €.
Die gesamten Fertigungslöhne der Kostenstelle belaufen sich auf 180.000 €.
Berechnung des Restfertigungsgemeinkostenzuschlagssatzes:
{\displaystyle 90000\div 180000=0.5} (entspricht 50 %).
Angenommen, dem Produkt entstehen Fertigungslöhne in Höhe von 80 €.
Die Restfertigungsgemeinkosten betragen dann:
{\displaystyle 80\times 0.5=40} €.

### Zusammenfassung der auf das Produkt entfallenden Fertigungsgemeinkosten
- Maschinenabhängige Fertigungsgemeinkosten: 52,50 €
- Restfertigungsgemeinkosten: 40,00 €

Insgesamt entfallen damit 92,50 € an Fertigungsgemeinkosten auf das Produkt.